# The Rain (TV-serie)
The Rain är en dansk-svensk postapokalyptisk tv-serie skapad i tre säsonger 2018–2020 som en originalserie för Netflix av Jannik Tai Mosholt, Esben Toft Jacobsen och Christian Potalivo. Första säsongen hade premiär på Netflix den 4 maj 2018.
Handlingen är förlagd till en relativt näraliggande framtid, då ett ytterst dödligt virus, framställt av forskare för en vetenskaplig agenda, sprids över världen via regnskurar med katastrofala följder för världen och dess liv. Handlingen utspelar sig i dansk-svenska territorier med språk och aktörer från Danmark och Sverige.

## Medverkande (urval)
- Alba August – Simone Andersen
- Lucas Lynggaard Tønnesen – Rasmus Andersen
- Mikkel Følsgaard – Martin
- Lukas Løkken – Patrick
- Sonny Lindberg – Jean
- Johannes Bah Kuhnke – Sten
- Lars Simonsen – Dr. Frederik Andersen, Simones och Rasmus far (säsong 1–2)
- Iben Hjejle – Ellen Andersen, Simones och Rasmus mor (säsong 1)
- Bertil De Lorenzi – Rasmus som barn (säsong 1–2)
- Jessica Dinnage – Lea (säsong 1–2)
- Angela Bundalovic – Beatrice (säsong 1)
- Natalie Madueño – Fie (säsong 2–3)
- Clara Rosager – Sarah (säsong 2–3)
- Evin Ahmad – Kira (säsong 2–3)
- Rex Leonard – Daniel (säsong 3)
- Jacob Luhmann – Thomas (säsong 1–2)
- Anders Juul – Jakob, Sarahs äldre bror (säsong 2)